# NGC 5829
NGC 5829 (другие обозначения — UGC 9673, Arp 42, MCG 4-35-27, HCG 73A, ZWG 134.70, VV 7, PGC 53709) — спиральная галактика (Sc) в созвездии Волопас.
Этот объект входит в число перечисленных в оригинальной редакции «Нового общего каталога», а также включён в атлас пекулярных галактик.
В галактике вспыхнула сверхновая SN 2008B типа IIn, её пиковая видимая звездная величина составила 16,4.